# Zamsz

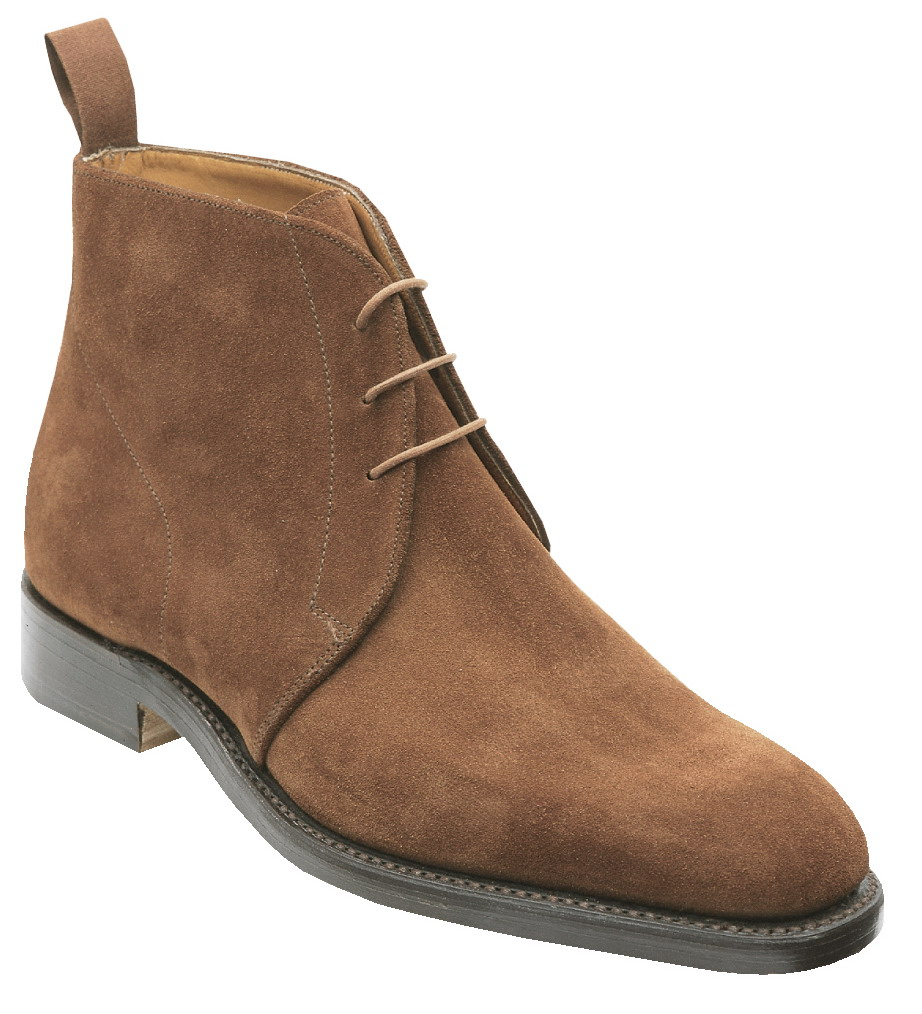
But wykonany z zamszu

Zamsz (z niem. Sämisch) – wyprawiona skóra zwierzęca nieposiadająca części licowej, miękka, ciągliwa, chłonna, o krótkim włóknie koloru naturalnego, żółtokremowego lub sztucznie barwiona.
Skóra może pochodzić z takich zwierząt jak: sarny, łosie, jelenie, owce, renifery lub kozy. Garbowanie zamszu odbywa się metodą tłuszczową. Najczęściej stosuje się go do wyrobu rękawiczek, bandaży, ścierek do szkła optycznego, obuwia lub wierzchniej odzieży. W grupie naturalnych zamszów najpopularniejsza jest ircha, czyli wyprawiona cienka skóra, najczęściej owcza.
Wytwarza się także zamsz sztuczny, który jest tworzywem skóropodobnym, przypominającym naturalny zamsz. Zamszem nazywana jest również tkanina bawełniana krótko strzyżona, przypominająca zamsz naturalny, a wykorzystywana jako materiał na ubrania sportowe.
Rozwój zamszownictwa (rzemiosła zajmującego się produkcją zamszu) w Polsce przypada na XV-XVI wiek. Zamsz jest wytwarzany podczas specjalnego rodzaju garbowania podobnego do białoskórnictwa. Zamszownictwo najbardziej rozwinęło się w miastach takich jak: Gdańsk, Kraków i Lwów (zamszownicy ormiańscy).